# Gilgit-Baltistan

Gilgit-Baltistans läge.

Gilgit-Baltistan, till 2009 Norra området eller Federally Administered Northern Areas (FANA), är det nordligaste politiska området i Pakistan, och gränsar i norr till Afghanistan, till Kina i nordost, och i sydöst till Jammu och Kashmir samt Ladakh.
Centralort är staden Gilgit med 10 414 invånare (1 januari 2007). Gilgit är också namnet på en division och ett distrikt inom området.

## Distrikt

Karta över norra området, med gränserna för de tidigare sex distrikten och deras tehsils. Det nya distriktet Hunza-Nagar består av norra delen av Gilgit (turkos).

Gilgit-Baltistan indelas i två divisioner och sju distrikt, enligt tabellen nedan. De viktigaste städerna är Gilgit och Skardu. Före Kashmirs delning utgjorde Baltistan en del av provinsen Ladakh. Skardu var vinterhuvudstaden i Ladakh under 106 år.
| Division  | Distrikt    | Area (km²) | Invånare (1998) | Centralort (tehsil) |
| --------- | ----------- | ---------- | --------------- | ------------------- |
| Baltistan | Ghanche     | 9.400      | 88.366          | Khaplu              |
|           | Skardu      | 18.000     | 214.848         | Skardu              |
| Gilgit    | Astore      | 8.657      | 71.666          | Gorikot             |
|           | Diamir      | 10.936     | 131.925         | Chilas              |
|           | Ghizer      | 9.635      | 120.218         | Gahkuch             |
|           | Gilgit      | 21.300*    | 243.324*        | Gilgit              |
|           | Hunza-Nagar | 18.000     | 140.000         | Secunderabad        |
| Totalt    | 7 distrikt  | 72.971     | 970.347         | Gilgit              |

* Siffrorna gäller före avskiljandet av Hunza-Nagar.